# Euphaedra cyparissa
Euphaedra cyparissa is een vlinder uit de onderfamilie Limenitidinae van de familie Nymphalidae. De wetenschappelijke naam van de soort is voor het eerst geldig gepubliceerd in 1776 door Pieter Cramer.